# Jörg Jeremias
Jörg Jeremias (* 15. April 1939 in Göttingen; † 3. Oktober 2024 in München) war ein deutscher evangelischer Theologe und Professor für Altes Testament an der Universität Marburg.

## Leben
Jeremias – dessen Vater, Joachim Jeremias, ein prominenter Theologe war – studierte u. a. in Göttingen, Zürich und Heidelberg sowie an der Yale University evangelische Theologie und orientalische Sprachen. Er legte in Yale eine Magisterarbeit zu einem ugaritistischen Thema vor und wurde 1964 in Bonn mit einer Arbeit zu alttestamentlichen Theophanietexten promoviert, Doktorvater war Martin Noth.
Anschließend war er Assistent von Hans Walter Wolff in Mainz und Heidelberg, wo er 1969 mit einer Arbeit zu „Kultprophetie und Gerichtsverkündigung in der späten Königszeit“ habilitiert wurde. Von 1972 bis 1994 war er ordentlicher Professor für Altes Testament an der neu gegründeten Evangelisch-Theologischen Fakultät der Ludwig-Maximilians-Universität München, von 1994 bis zur Emeritierung 2005 am Fachbereich Evangelische Theologie der Philipps-Universität Marburg. Auswärtige Lehraufträge nahm er im Rahmen des Theologischen Studienjahres an der Dormitio-Abtei in Jerusalem sowie am lutherisch-theologischen Institut in Hermannstadt in Siebenbürgen wahr. Als  Emeritus lebte er in München.

## Forschung
Jeremias’ Forschungsinteressen beziehen sich zum einen auf die altisraelitische Religionsgeschichte im altorientalischen Kontext, was sich monographisch in der Arbeit zu den Theophanietexten und einer weiteren Arbeit (Das Königtum Gottes in den Psalmen) niedergeschlagen hat, die sich mit der Rezeption kanaanäischer Mythen in den Jahwe-König-Psalmen beschäftigt.
Zum anderen hat sich Jeremias schwerpunktmäßig mit der israelitischen Prophetie beschäftigt. Dabei hat vor allem die Entstehung und Entwicklung des Phänomens der Schriftprophetie sein Interesse gefunden, also die im Rahmen des Alten Orients einzigartige Erscheinung, dass Prophetenworte, die ursprünglich mündlich in eine konkrete Situation hinein verkündigt wurden, schriftlich fixiert sowie im Laufe der Zeit zu größeren Kompositionen verarbeitet und kommentierend fortgeschrieben wurden bis hin zu bücherübergreifenden Redaktionen. Jeremias wies schon zwischen den ältesten Prophetenbüchern, Hosea und Amos, frühe literarische Bezüge auf und hat sich darüber hinaus mit bücherübergreifenden Redaktionen im Dodekapropheton beschäftigt. Für die späten Prophetenbücher Joel und Obadja wies er darauf hin, dass in ihnen im Wesentlichen seit jeher schriftlich verfasste Prophetie vorliegt, die auf ältere Prophetenbücher zurückgreift. Seine Forschungen zum Dodekapropheton sind eng mit der Kommentierung der ersten sechs der „kleinen Propheten“ (Hosea bis Micha) in der verbreiteten Reihe Altes Testament Deutsch verbunden.
Als dritten Interessenschwerpunkt nennt Jeremias die Frage nach der Eigenart des Redens von Gott im Alten Testament, zu der die Studie „Die Reue Gottes. Aspekte alttestamentlicher Gottesvorstellung“ einen Beitrag liefert. Hier geht es um Beobachtungen dazu, wie eine Begrifflichkeit aus dem menschlichen Erfahrungsbereich andere Nuancen annimmt, wenn sie auf Gott bezogen wird. So ist die „Reue“ Gottes nicht nach Analogie menschlicher Reue zu verstehen, sondern eine Weise der Bewahrung von Menschen, die dem Gericht verfallen sind. Als solche gehört sie zu den tiefsten Geheimnissen des biblischen Gottes.
Abgesehen von seiner Forschungs- und Lehrtätigkeit war Jeremias sechs Jahre Mitglied im Theologischen Ausschuss der VELKD sowie über zwanzig Jahre in einer Dialogkommission der EKD und der Rumänisch-Orthodoxen Kirche.

## Bibliographie (Auswahl)
- Theophanie. Die Geschichte einer alttestamentlichen Gattung, WMANT 10, Neukirchen-Vluyn 1965 (2. Auflage 1977).
- Kultprophetie und Gerichtsverkündigung in der späten Königszeit, WMANT 35, Neukirchen-Vluyn 1970.
- Die Vollmacht des Propheten im Alten Testament, EvTh N. F. 26 (1971), 305–322.
- Der Prophet Hosea, ATD 24/1, Göttingen 1983.
- Das Königtum Gottes in den Psalmen. Israels Begegnung mit dem kanaanäischen Mythos in den Jahwe-König-Psalmen, FRLANT 141, Göttingen 1985.
- Der Prophet Amos, ATD 24/2, Göttingen 1995.
- Hosea und Amos. Studien zu den Anfängen des Dodekapropheton, FAT 13, Tübingen 1996.
- Die Anfänge der Schriftprophetie, ZThK 93 (1996), 481–499.
- Die Reue Gottes. Aspekte alttestamentlicher Gottesvorstellung, BThS 31, Neukirchen-Vluyn (2. erw. Auflage) 1997.
- Neuere Tendenzen in der Forschung an den Kleinen Propheten, in: Perspectives in the Study of the Old Testament and Early Judaism. Festschrift für A.S. van der Woude, Leiden 1998, 122–136.
- (gemeinsam mit F. Hartenstein): JHWH und seine Aschera. „Offizielle Religion“ und „Volksreligion“ zur Zeit der klassischen Propheten; in: B. Janowski / M. Köckert (Hrsg.): Religionsgeschichte Israels. Formale und materiale Aspekte, Veröffentlichungen der Wissenschaftlichen Gesellschaft für Theologie Bd. 15, München 1999, 79–138.
- Gelehrte Prophetie. Beobachtungen zu Joel und Deuterosacharja, in: Vergegenwärtigung des Alten Testaments. Beiträge zur biblischen Hermeneutik. Festschrift für Rudolf Smend, Göttingen 2002, 97–111.
- Vier Jahrzehnte Forschung am Alten Testament – Ein Rückblick, VuF 50 (2005), 10–25.
- Genesis 20–22 als theologisches Programm, in: Auf dem Weg zur Endgestalt von Genesis bis II Regum. Festschrift für Hans-Christoph Schmitt, Beihefte zur Zeitschrift für die alttestamentliche Wissenschaft 370, Berlin (u. a.) 2006, 59–73.
- Das Wesen der alttestamentlichen Prophetie, ThLZ 131 (2006), 251–263.
- Die Propheten Joel, Obadja, Jona, Micha, ATD 24/3, Göttingen 2007.
- Der Zorn Gottes im Alten Testament (= Biblisch-theologische Studien, Bd. 104). Neukirchener Verlag, Neukirchen-Vluyn 2009, ISBN 978-3-7887-2382-8.
- Studien zur Theologie des Alten Testaments (= Forschungen zum Alten Testament, Bd. 99). Mohr Siebeck, Tübingen 2015, ISBN 978-3-16-153805-6.
- Theologie des Alten Testaments, GAT 6, Göttingen 2015.
- Nahum, BK XIV / 5,1 (Neubearbeitung), Göttingen 2019.

Selbstdarstellung in:
- S. Graetz / B. U. Schipper (Hrsg.): Alttestamentliche Wissenschaft in Selbstdarstellungen, Göttingen 2007, 250–263.
- Festschrift: F. Hartenstein / J. Krispenz / A. Schart (Hrsg.): Schriftprophetie. Festschrift für J. Jeremias zum 65. Geburtstag; Neukirchen-Vluyn 2004.